# Сментово-Граничне (гмина)
Сментово-Граничне (пол. Smętowo Graniczne) — сельская гмина (волость) в Польше, входит как административная единица в Старогардский повет, Поморское воеводство. Население — 5246 человек (на 2004 год).

## Демография
| Перепись                       | Всего   | Всего | Женщины | Женщины | Мужчины | Мужчины |
| ------------------------------ | ------- | ----- | ------- | ------- | ------- | ------- |
| Единицы                        | человек | %     | человек | %       | человек | %       |
| Население                      | 5246    | 100   | 2623    | 50      | 2623    | 50      |
| Плотность населения (чел./км²) | 60,9    | 60,9  | 30,5    | 30,5    | 30,5    | 30,5    |

## Соседние гмины
1. Гмина Гнев
2. Гмина Можещын
3. Гмина Нове
4. Гмина Осек
5. Гмина Скурч